# Lhůta (district de Plzeň-Ville)
Lhůta (en allemand : Lhota) est une commune du district de Plzeň-Ville, dans la région de Plzeň, en République tchèque. Sa population s'élevait à 210 habitants en 2022.

## Géographie
Lhůta se trouve à 12 km à l'est-sud-est du centre de Plzeň et à 78 km à l'ouest-sud-ouest de Prague.
La commune est limitée par Tymákov et Mokrouše au nord, par Rokycany à l'est, par Šťáhlavy au sud et par Starý Plzenec à l'ouest.

## Histoire
La première mention écrite de la localité date de 1366.

## Transports
Par la route, Lhůta se trouve à 16 km de Plzeň et à 87 km de Prague.